# Oxbergsmarschen
Oxbergmarschen (vertaling: "Oxbergmars") is een compositie van Hugo Alfvén. Alfvén zette een traditionele tekst uit Dalarna over Oxberg op een nieuwe melodie. De tekst handelt over het land van de beren en armoede. De handenarbeid van Britta moet door Mats naar de stad gebracht worden om door verkoop te voorkomen dat ze beiden moeten bedelen of omkomen van de honger. Alfvén voerde het werk zelf als eerste uit met het plaatselijk koor van Mora ter gelegenheid van de 50ste verjaardag van Anders Zorn. 
De streek rondom Mora is in de 21e eeuw nog steeds bekend/berucht vanwege wilde beren. Ook de verwijzing in de naam van een ander dorp in de omgeving Orsa laat nog zien dat er beren zijn (orsa is Latijn voor beer).

## Discografie
- Uitgave BIS Records: Orphei Drängar o.l.v. Robert Sund